# Vévodkyně z Kentu
Vévodkyně z Kentu je hlavní zdvořilostní titul používaný manželkou vévody z Kentu. Současnou vévodkyní je Katharine, manželka prince Edwarda. Vévodství zdědil 25. srpna 1942 po smrti svého otce, prince Jiřího, čtvrtého syna Jiřího V.

## Dějiny
Henry Grey, 12. hrabě z Kentu byl roku 1702 povýšen do šlechtického stavu, v roce 1706 za královny Anny se stal markýzem z Kentu, hrabětem z Haroldu a vikomtem Goderichem a v roce 1710 vévodou z Kentu. V roce 1694 se oženil s Jemimou Crewovou, která se v letech 1702, 1706 a 1710 stala hraběnkou, markýzou a poté vévodkyní z Kentu. Zemřela v roce 1728. V roce 1729 se oženil se Sophií Bentinckovou, která zemřela přesně rok po něm. Vévodství, markýzství a hrabství Kent zanikly, protože vévoda přežil všechny své syny a neměl žádné jiné mužské dědice. Dva vedlejší tituly však přešly na jeho vnučku Jemimu Yorkovou.
Jiří III. v roce 1799 udělil svému synovi princi Edvardu Augstovi titul vévody z Kentu a Strathearnu. V roce 1818 se oženil s princeznou Viktorií Sasko-Kobursko-Saalfeldskou, dcerou vévody Františka a bývalého regenta Leiningenského knížectví. Měli jednu dceru, princeznu Alexandrinu Viktorii, která se narodila v roce 1819. Vévoda zemřel bez mužského dědice v roce 1820 a vévodkyně zemřela v roce 1861. Už se nikdy nevdala, ale objevily se fámy (neprokázané) o aféře s Johnem Conroyem.
Velkokněžna Marie Alexandrovna Ruská se stala hraběnkou z Kentu v roce 1874 díky sňatku s princem Alfrédem Ernestem Albertem, který osm let předtím získal od své matky titul hraběte z Kentu. Vévoda zemřel v roce 1900 a vévodkyně v roce 1920. V roce 1899 zemřel jejich jediný syn Alfréd.
Jiří V. v roce 1934, několik týdnů před svatbou s princeznou Marinou Řeckou a Dánskou, udělil titul vévody z Kentu princi Jiřímu Edwardovi Alexandrovi. Byla sestřenicí budoucího manžela královny Alžběty II., prince Philipa, vévody z Edinburghu. Jiří zemřel v roce 1942 a své šlechtické tituly přenechal svému šestiletému synovi, princi Edwardovi. Marina byla titulována „vévodkyní z Kentu“ až do Edwardovy svatby a poté byla oslovována jako „princezna Marina, vévodkyně z Kentu“ až do své vlastní smrti v roce 1968.
Katharine Worsleyová se v roce 1961 provdala za prince Edwarda a od té doby je vévodkyní z Kentu ona.

## Seznam držitelek titulu

### 1710–1740: Vévodkyně z Kentu (Velká Británie)
Vedlejší tituly: hraběnka z Haroldu, vikomtesa Goderichová, baronka Lucas z Crudwellu.
| Vévodkyně                                | Portrét | Narození                                                                                 | Manželství                                | Smrt                                    |
| ---------------------------------------- | ------- | ---------------------------------------------------------------------------------------- | ----------------------------------------- | --------------------------------------- |
| Jemima Crewová Crewovi 1710–1728         |         | 1675 – dcera Thomase Crewa a Anne Armineové                                              | 1694 Henry Grey, 12. hrabě z Kentu 6 dětí | 2. července 1728 ve věku 31 nebo 32 let |
| Sophia Bentincková Bentinckovi 1729–1740 |         | 4. dubna 1701 – dcera Williama Bentincka, 1. hraběte z Portlandu a Jane Marthy Templeové | 1729 Henry Grey, 1. vévoda z Kentu 2 děti | 5. června 1741 ve věku 40 let           |

### 1818–1820: Vévodkyně z Kentu a Strathearnu (Velká Británie)
Vedlejší tituly: hraběnka z Dublinu (Irsko).
| Vévodkyně                                                                          | Portrét | Narození | Manželství                                                         | Smrt                           |
| ---------------------------------------------------------------------------------- | ------- | --- | ------------------------------------------------------------------ | ------------------------------ |
| Princezna Viktorie Sasko-Kobursko-Saalfeldská Sasko-Kobursko-Saalfeldští 1818–1820 |         | 17. srpna 1786 Coburg – dcera Františka, vévody ze Saska-Koburska-Saalfeldska a hraběnky Augusty Reussko-Ebersdorfské | 29. května 1818 Princ Eduard, vévoda z Kentu a Strathearnu 1 dcera | 16. března 1861 ve věku 74 let |

### 1874–1900: Hraběnka z Kentu (Spojené království)
Další tituly: Vévodkyně z Edinburghu, hraběnka z Ulsteru.
| Hraběnka                                                               | Portrét | Narození                                                                                             | Manželství                                               | Smrt                          |
| ---------------------------------------------------------------------- | ------- | --- | -------------------------------------------------------- | ----------------------------- |
| Velkokněžna Marie Alexandrovna Ruská Holštýn-Gottorp-Romanov 1874–1900 |         | 17. října 1853 Alexandrovský palác, Ruské impérium – dcera Alexandra II. a Marie Hesenské a Porýnské | 23. ledna 1874 Prince Alfréd, vévoda z Edinburghu 5 dětí | 24. října 1920 ve věku 67 let |

### Od 1934: Vévodkyně z Kentu (Spojené království)
Vedlejší tituly: hraběnka ze St Andrews, baronka Downpatricková.
| Vévodkyně                                               | Portrét | Narození                                                                                                  | Manželství                                           | Smrt                          |
| ------------------------------------------------------- | ------- | --- | ---------------------------------------------------- | ----------------------------- |
| Princezna Marina Řecka a Dánska Glücksburkové 1934–1942 |         | 13. prosince 1906 Athény, Řecko – dcera prince Mikuláše a velkokněžny Jeleny                              | 29. listopadu 1934 Princ Jiří, vévoda z Kentu 3 děti | 27. srpna 1968 ve věku 61 let |
| Katharine Worsleyová Worsleyovi 1961–současnost         |         | 22. února 1933 Hovingham Hall, Yorkshire – dcera sira Williama Worsleyho, 4. baroneta, a Joyce Brunnerové | 8. června 1961 Princ Edward 3 dětí                   | – věk: 92 let a 7 dní         |

## Možné budoucí vévodkyně
Nejstarší syn Edwarda a Katharine George Windsor se v roce 1988 oženil se Sylvanou Tomaselliovou. V současnosti jsou známí pod zdvořilostními tituly hraběte a hraběnky ze St Andrews. Jelikož je George potomkem panovníka ve třetí generaci, není princem. Poté, co se stane vévodou z Kentu, bude Sylvana oslovována jako Její Milost vévodkyně z Kentu.
Jediný syn George a Sylvany Edward, narozený v roce 1988, je v současné době svobodný.